# 燃燈者
《燃燈者》（英語：Truthseeker）是一份在香港成立的社會運動刊物和網上平台，關注批判理論和政治文化思想，旨在普及學術知識，連結前沿研究與社會運動和國際時政。在2014年， 《燃燈者》第一份實體刊物《罷課特刊》，於九月廿二日在香港中文大學學界大罷課現場派發。第二份刊物《遮打特刊》，在同年十月出版，並於香港佔領中環運動的現場派發。第三份實體刊物《七一特刊》，在二零一五年七月出版，並在香港七一遊行上派發。第四份刊物《困境與出路》，在二零一七年出版，並在中文大學、旺角序言書室等地方派發。此後，《燃燈者》逐漸轉營成為網上資料庫，並持續舉辦讀書組講座，以及營運網上直播平台《牛虻台》。
2021年，《燃燈者》獲得美國加州大學柏克萊分校的批判理論研究計劃主理的「國際批判理論聯盟」認可，成為東亞地區的批判理論資料庫之一。
2024年，《燃燈者》在台灣結集出版，書名是《政治的承諾：燃燈者十周年文集》，並在香港書店knock knock 覺閣舉行新書會。相關推薦文章見於《Savoir:影樂書年代誌》和序言書室。